# Ashtiani jezik
Ashtiani jezik (ashtiyani, astiani; ISO 639-3: atn), jedan od 72 zapadnoiranskih jezika kojim govore Astiani, narod jezično srodan Vafsima, naseljen u provinciji Markazi na malenom području u blizini Sāveha (ساوه), Iran. Postoje dva dijalekta imenovana po lokalitetu: ashtiani i tafresh.
Govori ga 21 100 (2000) ljudi od kojih je većina dvojezična u zapadnom farsiju (novoperzijski) [pes].

## Vanjske poveznice
- Ethnologue (14th)
- Ethnologue (15th)